# سوفی اینگل
سوفی اینگل (انگلیسی: Sophie Ingle؛ زادهٔ ۲ سپتامبر ۱۹۹۱) بازیکن فوتبال اهل بریتانیا است.
از باشگاه‌هایی که در آن بازی کرده‌است می‌توان به باشگاه فوتبال زنان لیورپول و باشگاه فوتبال زنان چلسی اشاره کرد.
وی همچنین در تیم‌های ملی فوتبال زنان ولز و Great Britain women's Olympic football team بازی کرده‌است.